# چره‌ته
چره‌ته (به ایتالیایی: Cerete) یک کومونه در ایتالیا است که در استان برگامو واقع شده‌است. چره‌ته ۱۳٫۹ کیلومتر مربع مساحت و ۱٬۵۲۱ نفر جمعیت دارد و ۶۱۲ متر بالاتر از سطح دریا واقع شده‌است.